# 上海乐队学院
上海乐队学院是由上海交响乐团、纽约爱乐与上海音乐学院三方共建的教育機構，於2013年开启全球招生，2014年首批學生入學。 余隆是該機構的創始人以及院長。
學生可以跟随职业交响乐团学习和演出，同時可以獲得學位。纽约爱乐乐团、柏林爱乐乐团、北德廣播易北愛樂樂團等樂團會派演奏員前來授課，學生也有校外实践課程。 許多學生畢業後加入上海交响乐团、上海歌剧院以及上海爱乐乐团。